# Derbylite
La derbylite è un minerale appartenente al gruppo omonimo.